# Raid de Nuseirat
Guerre à Gaza depuis 2023
Le raid de Nuseirat est une opération militaire israélienne dans la bande de Gaza qui a pour but de libérer quatre otages israéliens capturés par le Hamas ; cette attaque israélienne cause la mort de 274 Palestiniens, dont 64 enfants et 57 femmes,, et fait 700 blessés. Elle a lieu dans le camp de réfugiés palestinien de Nousseirat  le 8 juin 2024 durant la guerre à Gaza depuis 2023.
Si cette opération permet de libérer les otages, le nombre très élevé de victimes palestiniennes, et l'utilisation de véhicules humanitaires par l'armée israélienne lors de l'assaut suscitent des critiques de la part de l'ONU et sur la scène internationale en raison de possibles violations du droit international, en particulier des principes de proportionnalité, de distinction et de précaution.
Initialement baptisée « Graines d’été », la mission a été renommée « Opération Arnon » en hommage au policier Yamam Arnon Zamora, tué pendant l’assaut.

## Préparation
Cette mission nécessite des semaines de préparation, le temps de recueillir des informations et d’organiser le sauvetage des captifs sans risquer leur vie. Quelques jours avant son lancement, le Premier ministre israélien Benyamin Netanyahou et Yoav Gallant, son ministre israélien de la Défense, rencontrent de hauts responsables de la Défense pour discuter des risques de l’opération et des scénarios possibles. Selon le New York Times, cette opération, planifiée depuis plusieurs semaines, avait été annulée en attendant le meilleur moment pour surprendre le Hamas.

## Déroulement
L'opération aurait impliqué des centaines de soldats au sol et un bombardement initial intensif sur le camp,.
L'armée israélienne a lancé l'assaut le 8 juin à 11 h du matin, pour bénéficier d'un effet de surprise ; à cette heure-là, les rues étaient pleines de civils. Le commando cible d'abord l'infrastructure du Hamas, puis s'infiltre dans le camp de réfugiés soutenu par des bombardements intensifs. Selon des sources de sécurité israéliennes, des forces spéciales sont entrées dans le camp de réfugiés en se faisant passer pour des réfugiés palestiniens fuyant Rafah. Ils auraient dit aux habitants qu'ils fuyaient l'assaut israélien sur Rafah, et des habitants palestiniens ont déclaré que d'autres forces étaient entrées dans des camions humanitaires.  Certains membres des forces spéciales israéliennes sont déguisés en portant des uniformes du Hamas ou du jihad islamique. Des véhicules à usage humanitaire sont également utilisés pour le transport de troupes, notamment un camion réfrigéré. En appui, des tirs d'artillerie, de chars et des frappes aériennes ciblent des combattants présumés du Hamas.
Selon un porte parole de l'armée israélienne, les otages se trouvaient dans deux bâtiments différents, de trois ou quatre étages, dans des pièces verrouillées et entourés de gardes armés. Les forces armées israéliennes lancent donc simultanément deux opérations, une pour chaque groupe d’otages.
Une fois les otages récupérés, ces derniers sont évacués dans deux hélicoptères, tandis que le repli des soldats israéliens est couvert par des bombardements aériens.
Selon l'armée israélienne, la violence s'est encore intensifiée lorsque le véhicule de l'armée israélienne transportant trois otages est tombé en panne, ce qui a donné lieu à des échanges de tirs intenses, à des frappes aériennes et à un soutien naval. Les civils blessés ont été transportés à l' hôpital Shuhada al-Aqsa et à l'hôpital Al-Awda. L'hôpital Al-Aqsa aurait été submergé de victimes et connu des perturbations des communications en raison des bombardements israéliens intenses,.

## Victimes
Le bilan du nombre de Palestiniens tués est de 274, selon le ministère de la santé de Gaza ; l'armée israélienne reconnaît 100 morts palestinien. Aux morts s'ajoutent jusqu'à 700 blessés, dont des personnes dans un état critique. De nombreux enfants font partie des victimes, selon Médecins Sans Frontières, organisation selon laquelle « des enfants trop jeunes pour marcher sont démembrés, éviscérés et tués par l’armée israélienne ». 64 enfants et 57 femmes font partie des Palestiniens tués selon le Croissant rouge palestinien,. Un officier israélien est également tué lors de cette opération. 89 maisons ou immeubles résidentiels ont été bombardés ; de nombreuses maisons résidentielles sont détruites ainsi que des magasins, et des voitures.
Le nombre de morts palestiniens est très élevé en raison des bombardements israéliens en appui aux soldats déployés, et des échanges de tirs.
A Rafah en février 2024 l'armée israélienne avait tué dans un raid 74 Palestiniens pour libérer 2 otages israéliens.

## Qualifications juridiques
Le Conseil des droits de l'homme des Nations unies déclare que les forces israéliennes et les groupes armés palestiniens pourraient avoir commis des crimes de guerre ; le Haut-Commissaire cite de potentielles « violations des règles de proportionnalité, de distinction et de précaution » dans le cas des premières, et « la détention d'otages dans des zones densément peuplées » pour les seconds.
Si l'armée israélienne allègue le fait que la manière d'opérer du Hamas la contraint à tuer de nombreux civils, les experts en droit international estiment pour leur part que « le principe de proportionnalité interdit aux armées d'infliger des pertes civiles excessives par rapport à l'avantage militaire direct attendu au moment de la frappe » et que le mode opératoire du Hamas ne libère pas Israël du respect des principes juridiques, selon le Washington Post.
Dans un premier temps le succès de cette opération destinée à libérer des otages est salué par les observateurs internationaux, mais le bilan très élevé de victimes civiles palestiniennes provoque plusieurs condamnations.